# Унго, Гильермо Мануэль
Гильермо Мануэль Унго Ревело (исп. Guillermo Manuel Ungo Revelo; 3 сентября 1931 — 28 февраля 1991) — сальвадорский политик социал-демократического толка. Член правящей Революционной правительственной хунты с 1979 по 1980 год, затем какое-то время был неофициальным лидером оппозиции в качестве председателя Революционно-демократического фронта (РДФ).

## Биография
Родился в Сан-Сальвадоре в семье среднего достатка (его родители владели типографией, которую он унаследовал). Изучал юриспруденцию в Университете Сальвадора, где был руководителем студенческих групп, стал президентом Генеральной ассамблеи университета, а затем работал с 1965 по 1970 год профессором права. По специальности был адвокатом.
В октябре 1960 года молодой Унго на вторых ролях вошёл в состав (но не руководство) военно-гражданской Правительственной хунты, сместившей президента Xосе Марию Лемуса Лопеса и объявившей о восстановлении демократических свобод в стране. Однако и она была свергнута в январе 1961 года.
В 1968 году он участвовал в основании партии социал-демократической идеологии «Национальное революционное движение» (НРД). Последнее возникло как умеренная левая сила, выступающая против военного режима правой Партии национального примирения и объединяющая демократические круги интеллигенции страны. В сентябре 1969 года Унго был избран генеральным секретарём НРД и занимал эту должность до своей смерти.
Он выдвигался на пост вице-президента страны на президентских выборах в Сальвадоре 1972 года, результаты которых были сфальсифицированы правящей хунтой. К тому моменту Гильермо Унго привёл свою партию к стратегическому союзу с Христианско-демократической партией и основанным коммунистами Националистическим демократическим союзом, сформировав коалицию Национальный оппозиционный союз. Кандидатом в президенты от неё был христианский демократ Хосе Наполеон Дуарте. Однако победить тандему Дуарте и Унго власти не дали, официально объявив президентом кандидата, поддерживаемого военными — Артуро Армандо Молину. Несколько недель спустя, 25 марта 1972 года, группа солдат попыталась совершить переворот в поддержку оппозиции, но потерпела неудачу, и лидеры оппозиции были вынуждены покинуть страну. Унго уехал в изгнание в Венесуэлу и Коста-Рику на несколько месяцев, но вернулся в страну в конце 1972 года.
С октября 1979 по январь 1980 года — член военно-гражданской хунты, пришедшей к власти в результате военного переворота, свергнувшего диктатуру Карлоса Умберт Ромеро Мены. После падения диктаторского режима президента Ромеро оппозиционные партии были призваны войти в новое правительство вместе с осуществившими смену власти молодыми офицерами, и Гильермо Мануэль Унго был предложен как один из троих гражданских членов Революционной правительственной хунты.
Хунта обещала инициировать демократический процесс и провести социальные реформы, но это не удалось осуществить из-за оппозиции ультраконсервативных групп и разногласий внутри нового правительства. В январе 1980 года Унго вышел из хунты в знак протеста против антинародной политики ее руководства и был вынужден отправиться в изгнание в Мексику вместе с другими лидерами НРД. В 1980 году жил в Панаме.
В связи с активизацией революционной борьбы в Сальвадоре НРД вместе с другими левыми политическими организациями, борющимися за восстановление демократии в стране и проведение социально-экономических преобразований, сформировало в апреле 1980 года широкую коалицию Революционно-демократического фронта (РДФ). Как её участник Гильермо Унго возвратился на родину. 27 ноября 1980 года первый председатель РДФ Энрике Альварес Кордова был вместе с другими лидерами коалиции убит ультраправыми боевиками «эскадрона смерти». На его место новым председателем РДФ был избран Гильермо Мануэль Унго (с января 1981 года).
В условиях гражданской войны в Сальвадоре Унго отстаивал союз между РДФ и ведущим вооружённую борьбу Фронта национального освобождения им. Фарабундо Марти (ФНОФМ). С 1983 года в качестве представителя РДФ, а затем члена Объединенного революционного руководства (Главное командование ФНОФМ и Революционно-демократического фронта (РДФ) как двух основных оппозиционных политических сил страны) участвовал в переговорах с правительством X. Н. Дуарте о мирном урегулировании конфликта. в октябре 1984 года Унго возглавлял официальную делегацию ФНОФМ-РДФ на встречах по диалогу с правительством Сальвадора в Ла Пальме, Чалатенанго.
Находясь в эмиграции, он также вёл дипломатическую работу от имени левых групп Сальвадора. С 1982 года был заместителем председателя Постоянной конференции политических партий Латинской Америки, в 1983 и 1986 году был избран вице-президентом Социалистического Интернационала. С 1984 года — заместитель председателя Латиноамериканской ассоциации по правам человека. Как один из наиболее известных умеренно левых деятелей Сальвадора ратовал за прекращение американского вмешательства в дела страны, проведение свободных и демократических выборов.
Он вернулся из долгого политического изгнания в ноябре 1987 года вместе с другим ведущим оппозиционным политиком и своим политическим союзником Рубеном Саморой. Их соответствующие организации объединились в декабре 1987 года в коалицию социал-демократической ориентации, Демократическую конвергенцию, но эта новая группа не выдвинула кандидатов на парламентских выборах 1988 года. Сам Унго выдвигался кандидатом от ДК на пост президента страны на выборах 19 марта 1989 года от (ДК). Он умер от рака в Мехико 28 февраля 1991 года.
Гильермо Мануэль Унго — автор книги «Аграрная реформа в Сальвадоре» и других научных трудов.